# Озансой, Али Фаик
Фаи́к Али́ Озансо́й (тур. Faik Ali Ozansoy, имя при рождении — Мехмет Фаик; 10 марта 1876, Диярбакыр, Османская империя — 1 октября 1950, Стамбул) — турецкий поэт, прозаик, политик, государственный деятель. Известен тем, что спас жизни тысячам армян во время Геноцида армян в Турции. Потратил много собственных средств на помощь армянским беженцам. За защиту жизни армянских христиан Озансой был известен современникам как «правитель неверных».

## Биография
Родился в семье поэта и историка Саид-паши, его мать была представительницей Ак-Коюнлу. Старший брат — известный турецкий писатель Сулейман Назиф. Под руководством отца получил превосходное образование, хорошо изучил арабский, персидский и французский языки.
Окончил высшую школу по подготовке гражданских чиновников (Мюлкийен-Шахаве) в Стамбуле. Служил начальником уезда, был губернатором Бейоглу, Ускюдара, Кютахья, ила Диярбакыр и др. В 1930—1932 годах работал заместителем министра внутренних дел Турции.
Был преподавателем специальных французских школ.
По своим общественно-политическим взглядам Фаик занимал правую позицию. Он был членом партии турецких националистических революционеров — младотурок «Единение и прогресс». После прихода этой партии к власти в результате младотурецкой революции 1908 года, когда турецкий поэт Тевфик Фикрет, основоположник литературы «Сервети Фюнун», резко критиковал её реакционные тенденции, Фаик выступил против Фикрета. Для Фаика, наряду с гуманистическими идеями («поэзия должна говорить всему человечеству»), ещё более характерен его патриотизм. Во время Первой мировой и турецко-греческой войны Фаик своим творчеством активно участвовал в защите родины.
Умер от сердечного приступа 1 октября 1950 года.

## Творчество
Писать стихи начал ещё со школьной скамьи. Начало его литературной деятельности совпадает с периодом господства литературы «Servet-i Fünun», целью которой являлось упрощение османского языка. Однако Фаик испытал на себе большое влияние прежде господствовавшей литературы.
Ещё в начальный период его поэтического творчества его сравнивали с величайшим поэтом Турции Абдулхаком Хамидом Тарханом и называли «маленьким Хамидом» (Кючюк Хамид). Фаик в «Servet-i Fünun» занимал некоторое обособленное положение, но был почти единственным романтиком среди поэтов «Сервети Фюнун».
По мнению авторов «Литературной энциклопедии», язык произведений Фаика тяжёл и сильно засорен арабскими и фарсидскими словами, далёк от современного турецкого литературного языка. Хотя на первом лингвистическом съезде (1932) он выступил за очищение турецкого языка от ненужных арабизмов-фарсизмов и пр., но фактически в этом отношении консервативен и защищал правую позицию.
Кроме стихов писал прозу, в частности «Валидемин фелсефеси» («Философия моей матери»), а также пьесу «Пайи тахтын капысында» («У ворот столицы»).

## Избранные публикации
- Фани Теселлилер ((1908, Пустые утешения);
- Мидхат-паша (Известный турецкий революционер);
- Эльхани ватан (1915, Мелодии родины);
- Темасил (1912, Образы),
- Шаири аазама мектуп (Письмо величайшему поэту) и др.

## Память
- 24 апреля 2013 года, в день памяти жертв Геноцида армян, различные видные деятели как армянской, так и турецкой общины посетили его могилу на кладбище Зинджирликую, чтобы отдать дань уважения[3][4].